# Accord de Genève (1966)
Ne doit pas être confondu avec Accords de Genève (1954), Accords de Genève (1988) ou Initiative de Genève.
L'accord pour résoudre le différend entre le Venezuela et le Royaume-Uni de Grande-Bretagne et d'Irlande du Nord sur la frontière entre le Venezuela et la Guyane britannique, connu sous le nom d'accord de Genève, est un traité signé le 17 février 1966 à Genève en Suisse, par le Venezuela d'une part, et le Royaume-Uni avec sa colonie de Guyane britannique (sur le point d'accéder à l'indépendance en tant que Guyana) d'autre part, qui détaille les étapes à suivre pour la résolution de la controverse territoriale visant la Guayana Esequiba, issue de la contestation du Venezuela devant l'ONU, en 1962, pour considérer comme nulle et non avenue la sentence arbitrale de Paris de 1899 rendue par la Cour arbitrale de Paris et qui définissait la frontière commune entre le Venezuela et la Guyane britannique. La décision du tribunal a été remise en cause après que le mémorandum Severo Mallet-Prevost et d'autres documents mettant en péril la validité de la sentence ont été rendus publics.

## Histoire

En rouge le Venezuela, en violet la Guayana Esequiba et en bleu le reste du Guyana.

L'accord de Genève a été publié au Journal officiel du Venezuela Nº 28.008 du 15 avril 1966 et ultérieurement enregistré par ce même pays le 5 mai 1966 au secrétariat général de l'Organisation des Nations unies sous le Nº I-8192.
Trois mois après la signature de l'accord, le 26 mai 1966, la colonie de Guyane britannique recevait l'indépendance, s'appelant par la suite la « république du Guyana » (et depuis 1970 : république coopérative du Guyana), date à partir de laquelle le nouvel État devient partie à l'accord en tant que pays souverain et indépendant avec le Royaume-Uni et le Venezuela, bien qu'il remplace totalement le Royaume-Uni dans les conversations avec le Venezuela concernant le différend frontalier.
L'accord de Genève est un accord multilatéral transitoire pour parvenir à une solution finale, beaucoup le définissent comme « un accord pour parvenir à un accord » et bien que dans l'interprétation vénézuélienne, il invalide la sentence de 1899, le statu quo qu'il a dérivé. Par conséquent, la zone revendiquée est sous l'autorité du gouvernement guyanien jusqu'à ce que quelque chose de différent soit résolu dans le cadre du traité. Le premier article du document exprime la prétention du Venezuela à considérer comme nulle et non avenue la décision du tribunal qui a défini sa frontière avec la Guyane britannique. Le Royaume-Uni et le Guyana (alors Guyane britannique) en signant le document reconnaissent la revendication et le désaccord du Venezuela, acceptant ainsi de trouver une solution pratique, pacifique et satisfaisante pour les parties.

### La Commission mixte (1966-1970)
L'accord de Genève de 1966 a instauré la création d'une « Commission mixte » composée de quatre représentants : deux du Venezuela et deux de la Guyane britannique (le Royaume-Uni, bien qu'étant signataire du traité, ne participe pas à la commission mixte) qui en une période de 4 ans devrait décider quelle pourrait être la solution au problème frontalier; par conséquent, du côté guyanien, Donald Jackson et Muhamed Shahabudeen ont été nommés et, du côté vénézuélien, Luis Loreto Hernández et Gonzalo García Bustillos, (Luis Herrera Marcano a été secrétaire exécutif).
Entre 1966 et 1970, les membres de la « Commission mixte » ont tenu 16 réunions sans parvenir à s'entendre sur une solution au conflit ; son rapport final engagera, en 1970, l'application de la procédure prévue à l'article IV de l'accord de Genève sur le choix de « ... l'un des moyens de règlement pacifique prévus à l'article 33 de la Charte des Nations unies. »

### L'initiative vénézuélienne pour un report raisonnable de l'accord de Genève
Sous le gouvernement de Rafael Caldera, en février 1970 et avant l'aboutissement imminent des travaux de la Commission mixte, la nécessité politique d'instaurer « un sursis raisonnable » à l'application de l'article IV de l'accord de Genève de 1966 a été évoquée ; la paternité de cette initiative de « sursis raisonnable » lui a été attribuée, publiquement dans des communiqués de presse, par le ministre vénézuélien des Affaires étrangères de l'époque, Arístides Calvani, ainsi que par l'historien et religieux jésuite Hermann González Oropeza (1922-1998) qui fut conseiller de la Direction des frontières de la chancellerie vénézuélienne ; cette initiative de « report raisonnable » est née en parallèle et en dehors des délibérations de la « Commission mixte ».
Dès le 9 mars 1970, des négociations diplomatiques commencent à concrétiser l'idée vénézuélienne d'un « report raisonnable » de l'article IV de l'accord de Genève ; Les pourparlers ont eu lieu à Port-d'Espagne, la capitale de Trinité-et-Tobago, sous les bons offices de son Premier ministre de centre gauche Eric Eustace Williams qui entretenait des relations étroites avec le président social-chrétien vénézuélien Rafael Caldera. Pour le Venezuela, Marcial Pérez Chiriboga a été nommé commissaires dans ces négociations hors de la compétence de la « Commission mixte », pour le ministère vénézuélien des Affaires étrangères, Román Rojas Cabot, l'ambassadeur du Venezuela au Guyana et le conseiller Luis Herrera Marcano. Pour le Guyana, les négociations en vue d'un « report raisonnable » incluaient son ministre des affaires étrangères, R. Collins, le procureur général guyanien, Muhamed Shahabudeen, et le chargé d'affaires guyanien au Venezuela.

### Le traité international négocié à Trinité-et-Tobago
Le résultat de ces négociations, tenues dans la capitale de Trinité-et-Tobago, a abouti au texte d'un traité international multilatéral, rédigé en anglais et en espagnol, sous le nom juridique et technique de « protocole à l'accord pour résoudre le différend entre le Venezuela et le Royaume-Uni de Grande-Bretagne et d'Irlande du Nord à la frontière entre le Venezuela et la Guyane britannique signé à Genève le 17 février 1966 » et contient six articles.
Le traité négocié avait pour objet de suspendre l'application de l'article IV de l'accord de Genève pour une période de 12 ans, renouvelable pour d'autres années à la convenance des parties ; De manière informelle et par la presse vénézuélienne, l'idée s'est répandue que ce traité « gèlerait » les pourparlers entre les deux parties sur le conflit frontalier ; cependant, les relations bilatérales se sont poursuivies entre le Guyana et le Venezuela avec le conflit territorial sous-jacent.

### Signature du protocole de Port-d'Espagne
Le 17 juin 1970, le protocole de Port-d'Espagne est signé à Trinité-et-Tobago entre le Guyana, le Royaume-Uni et le Venezuela ; Comme il apparaît dans le dossier photographique historique et dans son propre texte, le protocole a été signé, en présence du Premier ministre de Trinité-et-Tobago, par Shridath S. Ramphal, ministre d'État de la république coopérative du Guyana ; pour le gouvernement du Royaume-Uni de Grande-Bretagne et d'Irlande du Nord, signé par R. C. C. Hunte, haut commissaire britannique à Trinité-et-Tobago ; et pour le gouvernement de la république du Venezuela, par Arístides Calvani, ministre des Affaires étrangères. Pour donner une continuité à la procédure de l'accord de Genève, le rapport final de la « commission mixte » (1966-1970) est publié à la même date.

### L'improbation législative du protocole de Port-d'Espagne par le Venezuela
Conformément à l'article 128 de la Constitution vénézuélienne de 1961 - qui exigeait l'approbation législative ou la ratification des traités internationaux comme expression sans équivoque de l'intention de l'État, de s'engager, d'observer et d'appliquer, au niveau national et international, ses articles et dispositions - le gouvernement de Rafael Caldera a soumis au Congrès vénézuélien l'avant-projet de la loi approuvant le protocole de Port-d'Espagne accompagné de son explication des motifs ou de sa justification. La Commission de politique étrangère de la chambre du Sénat vénézuélien a examiné le texte et la justification de son signé. Après l'avoir analysé, il l'a rejetée comme étant nuisible aux intérêts vénézuéliens et à sa revendication territoriale.
Malgré cette objection au Sénat, un accord entre les forces politiques des partis Copei et AD, au Congrès, a conduit au dépôt du projet de loi sur le protocole de Port-d'Espagne en attente de ratification. Pour cette raison, et malgré les utilisations politiques ultérieures qui ont été faites pour le présenter comme un traité suspendant l'article IV de l'accord de Genève, le protocole de Port-d'Espagne, en tant qu'instrument international, n'a jamais été accepté ou approuvé par le gouvernement à majorité vénézuélienne. Congrès national, puis et plus tard, par le parti d'opposition social-démocrate Action démocratique (AD).
Le rejet du protocole de Port-d'Espagne a également été exprimé par d'autres partis et forces politiques nationales au Congrès comme l'URD, le PCV, le bureau politique du FDP et le Commandement national du MEP ainsi que son leader Luis Beltrán Prieto Figueroa. De plus, divers secteurs du Venezuela ont décrit la négociation et la signature du protocole de Port-d'Espagne comme « une trahison de la patrie » ; le premier gouvernement de Rafael Caldera a été accusé d'avoir signé cet accord international sans consultation, ainsi que d'avoir « gelé » arbitrairement la revendication territoriale du Venezuela sur la Guayana Esequiba.

### Effets de l'improbation législative du protocole de Port-d'Espagne
Faute d'approbation législative, le protocole de Port-d'Espagne qui visait à modifier l'application de l'article IV de l'accord de Genève était constitutionnellement inexistant dans le droit vénézuélien; n'avait ni validité ni portée juridique. Cette désapprobation législative a conduit le Venezuela à ne pas se conformer à la procédure prévue par l'accord de Genève qui a été activé en 1970 et après l'épuisement et l'échec du mécanisme de négociation de quatre ans, prévu par la Commission mixte (1966-1970). Malgré ce non-respect et l'improbation législative, les trois administrations qui se sont succédé pendant la période qui envisageait la validité formelle du projet de protocole de Port-d'Espagne, l'ont observé, au niveau international, comme s'il était légal et réinterprété ou justifié symboliquement comme valable, avec des intentions nationalistes et populistes, pour la consommation du public vénézuélien local.
Le 18 juin 1970, le Premier ministre guyanien Forbes Burnham a informé le parlement de son pays de la signature du protocole de Port-d'Espagne. Le 21 juin 1970 et de l'opposition, le chef du Parti progressiste du peuple (PPP), Cheddi Jagan, a déclaré que si son organisation politique parvenait à prendre le pouvoir, elle ne tiendrait pas compte du protocole de Port-d'Espagne ; il a fait valoir que ce traité favorisait le maintien du statu quo et que le Venezuela poursuivait sa revendication fallacieuse sur le territoire guyanien ainsi que ses opérations au sein du système interaméricain. Le PPP a soutenu que le différend devait être diffusé à l'ONU.
Le 22 juin 1970, le gouvernement guyanien a obtenu l'approbation législative du protocole de Port-d'Espagne malgré les objections du Parti progressiste du peuple. La ratification législative guyanienne du protocole de Port-d'Espagne de 1970 a été déposée auprès de l'ONU le 19 juin. sous le n° 11410. Le Venezuela n'a jamais pu enregistrer sa ratification.

### Le refus vénézuélien d’étendre le document symbolique du protocole de Port-d'Espagne
Malgré l'absence d'approbation législative ou de tout lien juridique, lors de la visite officielle du président guyanien Forbes Burnham à Caracas - entre le 2 et le 3 avril 1981 -, le président vénézuélien Luis Herrera Campíns a déclaré officiellement pour la première fois qu'« il n'y a aucune volonté de notre part de proroger le protocole de Port-d'Espagne. »
Lors de sa visite officielle, le président guyanien avait déjà affirmé que « le Guyana ne cédera pas un pouce de son territoire ».
Le vendredi 18 juin 1982, date à laquelle la validité du « protocole de Port-d'Espagne » avait officiellement pris fin, le ministre des Affaires étrangères José Alberto Zambrano Velasco prononça un discours politique symbolique devant le Congrès national qui avait refusé de l'approuver 12 ans plus tôt. . . Lors de son discours, le ministre des Affaires étrangères a annoncé l'annulation du protocole de Port-d'Espagne et la continuité de l'accord de Genève de 1966 ; Une nouvelle étape de négociations de trois mois est annoncée, conformément à la réactivation de l'accord de Genève, et un appel est lancé à l'unité nationale. De même, le ministre des Affaires étrangères Zambrano Velasco a blâmé le Guyana pour non-conformité depuis... « De tout temps, le Venezuela a été confronté aux tentatives du Guyana de se soustraire au respect de son obligation de négocier de bonne foi. »

### L'accord de Genève après le protocole de Port-d'Espagne
En 1983, le Venezuela a proposé une négociation directe avec le Guyana mais ce dernier n'a pas accepté et a proposé trois alternatives : l'Assemblée générale des Nations unies, le Conseil de sécurité des Nations unies ou la Cour internationale de justice, ce que le Venezuela a rejeté.
Cette même année 1983, à l'initiative du Venezuela, le litige frontalier a été discuté sous les auspices du Secrétaire général des Nations unies, conformément aux dispositions de l'article IV-2 de l'accord et joint à l'article 33 de la Charte des Nations unies concernant les moyens de résoudre pacifiquement les différends.
En 1987, le Guyana et le Venezuela ont décidé d'accepter la méthode des bons offices, qui a commencé à fonctionner en 1989 en la personne d'un bon officiant choisi et accepté par les parties. La fonction de cette figure est de rapprocher les deux gouvernements afin qu'ils parviennent à une solution satisfaisante telle que dictée par le traité. Le dernier bon officiant était le Jamaïcain Norman Girvan qui a été choisi et accepté par les deux pays avec l'approbation du Secrétaire général des Nations unies.

## Position officielle des parties
Les positions des parties découlent d'une interprétation différente de l'article 1 de l'accord :
« Article I : Une commission mixte est créée avec pour tâche de rechercher des solutions satisfaisantes pour le règlement pratique de la controverse entre le Venezuela et le Royaume-Uni qui a surgi à la suite de l'affirmation vénézuélienne selon laquelle la sentence arbitrale de 1899 sur la frontière entre le Venezuela et la Guyane britannique est nulle et non avenue. »
Pour le Guyana, l'objectif de l'accord est initialement de déterminer si la sentence arbitrale de Paris est nulle et non avenue et donc, à moins que le Venezuela ne prouve la nullité, pour l'État guyanien, la sentence est une sentence définitive.
Pour le Venezuela, l'objet de l'accord est d'engager les parties à parvenir à une solution satisfaisante pour un accord pratique entre les deux pays. Elle considère que la nullité de la sentence arbitrale de Paris est implicitement et explicitement démontrée et acceptée dans le texte du document, signé par le Guyana alors qu'elle était encore une colonie, et que sans cette reconnaissance, l'accord n'aurait tout simplement pas de sens et le Guyana n'aurait pas à le signer.

## Critiques
Au Guyana, l'accord de Genève a été critiqué pour avoir rouvert un dossier qui, pour eux, était clos. En effet, Cheddi Jagan, qui s'opposait à l'accord et qui était à l'époque le chef de l'opposition guyanienne, fondateur du Parti progressiste du peuple (PPP), et qui plus tard fut président de la république, dans son ouvrage The West on Trial (1996), a déploré la réouverture de l'affaire (la reconnaissance a ainsi été donnée à la fausse revendication territoriale vénézuélienne, et ce qui était un dossier clos depuis 1899 a été rouvert).
« Le gouvernement de coalition PNC-UF a signé conjointement l'accord de Genève avec les gouvernements vénézuélien et britannique ... et a créé une commission mixte (Guyana-Venezuela). Ainsi, la reconnaissance a été accordée à la fausse revendication territoriale vénézuélienne et ce qui était un dossier clos depuis 1899, il a été rouvert. »
Au Venezuela, bien qu'il constitue actuellement le document le plus précieux pour le processus de négociation, on perçoit qu'il manque d'éléments concrets permettant de concrétiser la pleine récupération du territoire en raison des contradictions qu'il présente tant sur le fond que sur la forme. Essentiellement parce que :
- Il a été convenu de parvenir à une solution satisfaisante pour un accord pratique qui, dans la pratique, est irréalisable,
- Le Venezuela a permis au Royaume-Uni de transférer le différend territorial à sa colonie,
- Le Venezuela a permis à la colonie de devenir indépendante sans d'abord résoudre le problème frontalier,
- Le caractère étatique était donné à une colonie qui ne le possédait pas,
- Depuis lors, il serait négocié avec l'héritière d'une dépossession que ses colonisateurs concilient et
- Le rapport de force était échangé : le Venezuela ne serait plus perçu comme la nation faible usurpée par la puissance coloniale du Royaume-Uni, mais désormais le Guyana pauvre et nouvellement indépendant apparaîtrait comme la nation faible devant le pays riche et pétrolier comme le Venezuela qui voudrait lui enlever une partie de « son territoire ».

D'une certaine manière, parce qu'il est naïf de penser que le Guyana restituera de lui-même au Venezuela les trois quarts de ce qu'elle considère comme son territoire hérité au moment de son indépendance et dont elle détient l'administration et l'occupation, pouvant exploiter ses ressources même si ces activités ne sont pas des symboles de souveraineté. De même, trois mois après l'accord de Genève, la Guyane britannique s'est déclarée indépendante, étant depuis lors la république coopérative du Guyana ; le Venezuela reconnaît son indépendance sans avoir résolu au préalable le problème frontalier avec le Royaume-Uni, bien qu'il fasse la mise en garde qu'il reconnaît le nouvel État à l'est du fleuve Essequibo et qu'il réserve ses droits souverains à l'ouest du fleuve.